# Arbeitssystem
Ein Arbeitssystem ist in der Organisationslehre das Teilsystem eines funktional abgegrenzten Arbeitsbereichs in der Produktion oder Verwaltung, in dem genau eine Aufgabe erfüllt wird. Es ist also ein System zur Erfüllung von Arbeitsaufgaben. 
Nach DIN EN ISO 6385:2004 ist ein Arbeitssystem definiert als

„System, welches das Zusammenwirken eines einzelnen oder mehrerer Arbeitender/Benutzer mit den Arbeitsmitteln umfasst, um die Funktion des Systems innerhalb des Arbeitsraumes und der Arbeitsumgebung unter den durch die Arbeitsaufgaben vorgegebenen Bedingungen zu erfüllen“

Arbeitssysteme wurden im Zuge des Scientific Management definiert, um die Ausgangsparameter für Optimierungen festzulegen. Sie reflektieren damit den Blickwinkel der Arbeitsgestaltung und sie sind in diesem Sinne weiterhin aktuell. Andere Blickwinkel, beispielsweise im Qualitätsmanagement, entwickelten vergleichbare Modelle mit ähnlichen Elementen, so beispielsweise das Prozessmodell des Qualitätsmanagements.

## Beschreibung eines Arbeitssystems
Nach REFA wird ein Arbeitssystem durch folgende sieben Systemelemente beschrieben:
1. Arbeitsaufgabe (englisch task)
2. Arbeitsablauf (englisch workflow)
3. Eingabe (englisch input)
4. Ausgabe (englisch output)
5. Mensch (Arbeitsperson)
6. Betriebs- und Arbeitsmittel
7. Umgebungseinflüsse

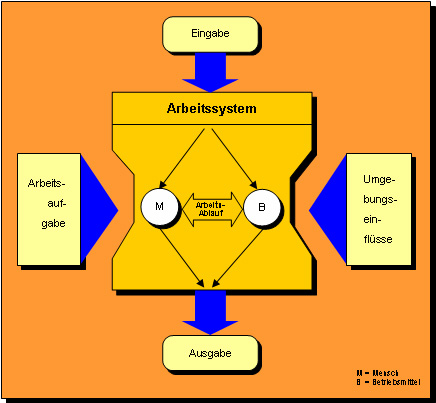
REFA Arbeitssystem

Die Arbeitsaufgabe ist die zu erfüllende Aufgabe, beispielsweise „Montageplatte bohren“ oder „Sitzungsprotokoll schreiben“.
Der Arbeitsablauf ist eine mehr oder weniger detaillierte Beschreibung der zur Erfüllung der Arbeitsaufgabe notwendigen Verrichtungen, welche dann als Arbeitsausführung bezeichnet werden.
Die Eingabe sind alle notwendigen Ressourcen, die zur Erfüllung der Arbeitsaufgabe notwendig sind. Dazu gehören neben Materialien vor allem auch Informationen. Je nach Betrachtungsfokus werden bei der Analyse aber nicht alle Eingaben genannt. So wird beispielsweise bei der Arbeitsaufgabe „Kupferrohr hartlöten“ oft die Eingabe „Sauerstoff“ (aus der Luft) ignoriert und nur die Eingaben berücksichtigt, die explizit bereitgestellt werden.
Die Ausgabe sind dementsprechend alle Ergebnisse der erfüllten Arbeitsaufgabe, das Arbeitsergebnis. Wie auch bei der Eingabe ist der Fokus entscheidend für die erwähnten Ausgaben. So wurde beispielsweise eine etwaige Ausgabe „Abgas“ bei der Erfüllung der Arbeitsaufgabe „Palette transportieren“ weitgehend ignoriert. Es sollten alle Ausgaben eines Arbeitssystems, also auch Emissionen oder Abfälle im Sinne einer ökologischen Produktionswirtschaft bei der Arbeitssystembetrachtung berücksichtigt werden. Die Kuppelproduktion wird damit zum Normalfall der Produktion.
Der Mensch (auch als Arbeitsperson bezeichnet) ist der oder sind die Personen, die den Arbeitsablauf steuern oder selbst vornehmen. Er wird also als Erfüller einer Arbeitsaufgabe, also einschließlich der hierzu erforderlichen Fähigkeiten, beschrieben. Die Beschreibung ist somit normativ und kann als Grundlage für die Personalauswahl herangezogen werden.
Wie auch der Mensch werden Betriebs- und Arbeitsmittel normativ beschrieben, so dass das Arbeitssystem nachvollziehbar wird. Die Regelungen bilden die Arbeitsorganisation, deren Veränderung mit Arbeitsstrukturierung bezeichnet wird.
Alle nicht durch die vorhergehenden sechs Systemelemente genannten Einflüsse werden als Umgebungseinflüsse bezeichnet. Das beschreibt sowohl die physische Umwelt (Lärm, Stäube, Gase, Dämpfe, Raum, Beleuchtung, Temperatur, Luftgeschwindigkeit) als auch die soziale Umwelt (Team, Vorgesetzter, Untergebene, Betriebsklima).
Diese Einteilung wird auch von Fachautoren, teilweise mit anderer Terminologie beibehalten; so beschreiben die im deutschen Sprachraum einflussreichen Autoren Günther/Tempelmeier den Aufbau eines Arbeitssystems als das Zusammenwirken von Menschen (Arbeitsperson) und Maschinen (Betriebsmittel) im Rahmen einer Produktion (Arbeitsaufgabe und Arbeitsablauf) durch die Verarbeitung von Arbeitsobjekten, Grunddaten und Planungsdaten (Eingabe) zur Herstellung von Produkten und Rückmeldungen (Ausgabe).

## Arbeitssystemtypen

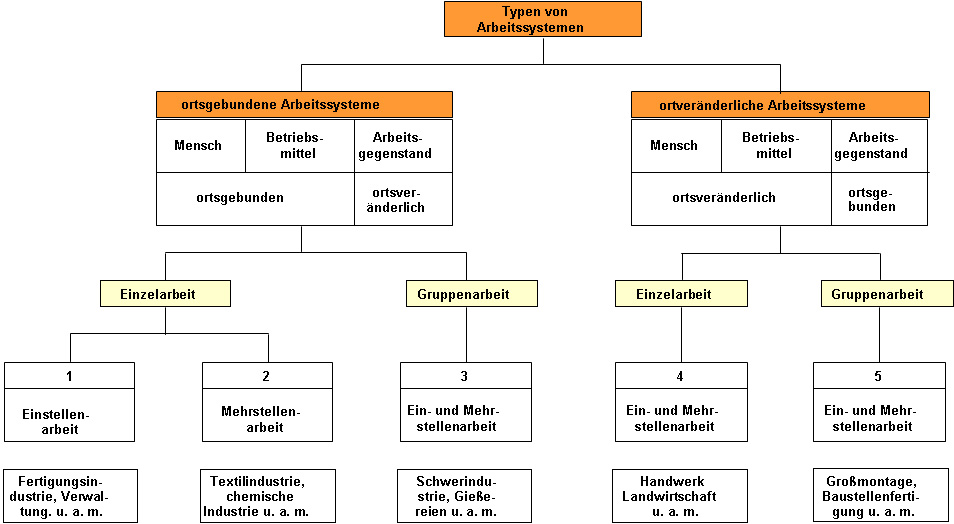
Arbeitssystemtypen

Je nach Struktur der Arbeitsaufgaben und Arbeitsabläufe ergeben sich verschiedene Arbeitssystemtypen. Das Bild Arbeitssystemtypen stellt eine Gliederung vor.
Bei ortsgebundenen Arbeitssystemen fließt das Material während Mensch und Arbeitsmittel stationär sind. Ortsveränderliche Arbeitssysteme entstehen an immobilem Material (das sind nicht nur Baustellen unter freiem Himmel, sondern auch Orte in Fabriken, an denen beispielsweise Anlagen gebaut werden), zu dem Mensch und Arbeitsmittel gebracht werden müssen.
Im Weiteren werden die übrigen Begriffe des Bildes erläutert.

### Einzelarbeit
Als Einzelarbeit bezeichnet man Arbeitsstrukturen, bei denen alle Arbeiten zur Erfüllung einer Aufgabe in einem Arbeitsplatz vereinigt sind. Sie ist zu unterscheiden von der Gruppen- oder Teamarbeit.

### Gruppenarbeit
Für Gruppenarbeit gibt es diverse Definitionen. Im vorliegenden Zusammenhang – und das ist zugleich die zwischenzeitlich verbreitetste Auffassung – ist die Teilautonome Arbeitsgruppe gemeint und damit, dass mehrere Mitarbeiter gemeinsam eine Arbeitsaufgabe über eine längere Zeit zusammen wahrnehmen und dabei über Arbeitsaufteilung und Arbeitseinteilung selbst entscheiden. 

### Einstellenarbeit
Einstellenarbeit ist die Erfüllung der Arbeitsaufgabe eines Arbeitssystems an einer Stelle durch einen oder mehrere Menschen.

### Mehrstellenarbeit
Die Anzahl der Arbeitsstellen, also Orte, an denen Arbeit zu verrichten ist, übersteigt die Anzahl der im Arbeitssystem vorhandenen Mitarbeiter. Die Mitarbeiter überwachen also den Fortgang der Arbeiten an weitgehend automatisch laufenden Anlagen und greifen zur Kontrolle, bei Störungen oder zur Materialversorgung ein.
REFA unterscheidet vier Arten der Mehrstellenarbeit:
1. Regelmäßige Mehrstellenarbeit: Die Ablauffolge wiederholt sich regelmäßig, der Mensch wird an den einzelnen Stellen also in einer vorgegebenen Reihenfolge tätig.
2. Unregelmäßige Mehrstellenarbeit: Der Ablauf entsteht nicht aus der regelmäßigen Wiederholung gleicher Ablaufabschnitte. Für einen längeren Zeitraum lassen sich aber Häufigkeit und durchschnittliche Dauer der Ablaufabschnitte aus gleichen Teilaufgaben vorherbestimmen.
3. Zeitgleiche Mehrstellenarbeit: An den einzelnen Stellen dauert die Ausführung gleicher Ablaufabschnitte auch gleich lang.
4. Zeitungleiche Mehrstellenarbeit: Da die zu Grunde liegenden Teilaufgaben nicht gleich sind, dauern auch gleiche Ablaufabschnitte unterschiedlich lange.